# Port Alberni
Port Alberni – miasto (city) w zachodniej Kanadzie, w prowincji Kolumbia Brytyjska, położone na wyspie Vancouver, na końcu wcinającej się głęboko w głąb lądu zatoki Alberni Inlet. W 2016 roku liczyło 17 678 mieszkańców.
Miasto założone zostało w 1912 roku, w 1967 roku połączyło się z sąsiednim Alberni (zał. 1913). Nazwa miasta pochodzi od nazwiska oficera Pedro de Alberniego, dowódcy hiszpańskiego garnizonu na wyspie w 1791 roku.
Miasto rozwinęło się głównie dzięki przemysłowi drzewnemu oraz rybołówstwu, których rozkwit przypadł na drugą połowę XX wieku. Znajduje się tu port morski.